# Chinchin
Chinchin (in armeno Չինչին?, chiamata anche Ch'inch'in) è un comune dell'Armenia di 713 abitanti (2001) della provincia di Tavush.